# بين كومبتون
بين كومبتون (بالإنجليزية: Ben Compton)‏ هو لاعب كرة قدم أمريكية أمريكي، ولد في 2 أبريل 1901 في غرينسبورو في الولايات المتحدة، وتوفي في أكتوبر 1946.